# Rybno Wielkie (stacja kolejowa)
Rybno Wielkie - stacja kolejowa w Rybnie Wielkim, w województwie wielkopolskim, w Polsce.
Stacja nieczynna, obecnie przejeżdżają tylko składy towarowe. Budynek stacyjny zamieniony został w mieszkanie. Stacja Rybno Wielkie (budynek) został wykupiony przez jednego z ostatnich z zawiadowców.
| Rybno Wielkie                                               |  |                              |
| Linia 377. Gniezno Winiary - Sława Wielkopolska (25,531 km) |  |                              |
| Olekszynodległość: 4,054 km                                 |  | Kiszkowo odległość: 3,659 km |